# David Valadez López
David Valadez López (Estepona, 1977) es un periodista y político español del Partido Socialista Obrero Español. Ha sido alcalde de su localidad natal desde junio de 2008 a junio de 2011. Por último, ha sido concejal del ayuntamiento bastante tiempo, desde mayo de 2003 a noviembre de 2005, y desde junio de 2008 a mayo de 2023.

## Biografía
Valadez López es Licenciado en Publicidad y Relaciones Públicas y Periodismo, y militante del Partido Socialista Obrero Español de Andalucía.

### Trayectoria política
En 2003 es elegido concejal del Ayuntamiento de Estepona, cargo que ocupa hasta 2005. Posteriormente, en 2008 es elegido nuevamente concejal, siendo, además, investido alcalde de su ciudad natal, tras la detención de Antonio Barrientos.
El 31 de julio de 2008 es elegido como presidente del patronato, y el 11 de junio de 2011 renuncia a la alcaldía de Estepona, donde es sucedido por José María García Urbano, del Partido Popular.
El 28 de mayo de 2023, deja la política, renunciando a su acta como edil de Bienestar.